# Zavadînți, Horodok
Zavadînți (în ucraineană Завадинці) este un sat în comuna Velîka Iaromirka din raionul Horodok, regiunea Hmelnîțkîi, Ucraina.

## Demografie
Componența lingvistică a localității Zavadînți
     Ucraineană (98,34%)
     Rusă (1,21%)
Conform recensământului din 2001, majoritatea populației localității Zavadînți era vorbitoare de ucraineană (98,34%), existând în minoritate și vorbitori de rusă (1,21%).